# Géologie du Niger
 (avril 2016).
Si vous disposez d'ouvrages ou d'articles de référence ou si vous connaissez des sites web de qualité traitant du thème abordé ici, merci de compléter l'article en donnant les références utiles à sa vérifiabilité et en les liant à la section « Notes et références ».

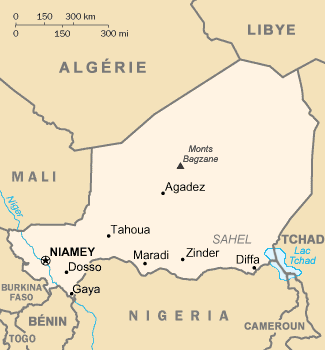
Carte du Niger.

La géologie du Niger, étant donné la superficie du Niger, est marquée par une importante diversité de formations géologiques.

## Description générale
Deux bassins sédimentaires d’âge primaire et quaternaire couvrent la majeure partie du Niger, le bassin occidental des Ulimeden et celui du Niger oriental (correspondant au bassin du méga-Tchad). Les formations de socle antécambrien recoupées par des roches éruptives plus récentes n’affleurent que dans le Liptako (ouest du fleuve Niger), le massif de l’Aïr, le Damagaram-Mounio (région de Zinder et de Gouré) et le Sud Maradi.
Le bassin des Ullimeden, dont l'histoire géologique est marquée par des périodes de transgression marine et des épisodes continentaux, contient : 
- les formations du Primaire dont la sédimentation est essentiellement composée de grès et d’argiles montrant des faciès marins, fluviatiles et deltaïques ;
- les formations du Continental Intercalaire datées des derniers dépôts du Primaire à la première transgression marine du Crétacé, constituées de grès et grès argileux fluviatiles et lacustres du Permien, de grès du Trias-Jurassique et d’argiles et grès du Crétacé inférieur ;
- les formations du Crétacé Supérieur-Éocène dont les sédiments sont les argiles, des marnes et des calcaires argileux fossilifères ;
- les formations du Continental Terminal datées du Pliocène, formées de grès fins à grossiers argileux et de niveaux oolithiques ferrugineux interstratifiés ;
- les formations du Quaternaire représentées par des alluvions dans les vallées fossiles.

Le bassin du Niger oriental regroupe plusieurs bassins secondaires (Termit, Tchad, Bilma et Djado-Mangéni) constitués de grès et de sables fins à grossiers datés du Primaire au Quaternaire. Les formations du socle du Liptako sont essentiellement constituées de séries volcano-sédimentaires plissées ; métamorphisées, recoupées par des granites et des dépôts molassiques appartenant au Birrimien. Les formations du socle du massif de l’Aïr, du Damagaram-Mounio, du Sud Maradi, métamorphiques, sont recoupées par des granites attribuées au Suggarien.

## Site des trois sœurs
Les trois sœurs sont des buttes témoins du continental terminal (CT3) à Niamey, en République du Niger.

### Situation géographique
Les trois sœurs sont situées sur la rive droite du fleuve Niger sur l'axe Niamey-Torodi, de coordonnées :
- Altitude : 192 m ;
- Coordonnées géographiques : 13° 29′ 42″ N, 2° 03′ 52″ E.

### Description
En analysant de la base au sommet, on note une succession des niveaux :
- au pied de la butte témoin, on note la présence du sable peu consolidé (grès) produit par l'érosion.
- À la base, on a une importante couche argileuse avec des variations des couches (jaunâtre, violacé et blanchâtre) avec des schistosités verticales.
- Au-dessus de la base argileuse, on a une couche de grès en altération (du grès argileux).

### Stratification
- Niveau 4 : du grès ferrugineux à grains moyens.
- Niveau 5 : argilite finement gréseux de couleur jaune ocre à blanchâtre.
- Niveau 6 : on note un changement de faciès, avec un mètre d'argilite beige à tache rougeâtre, puis au-dessus 1,5 mètre d'une autre couche grisâtre à tache violacée.
- Niveau 7 : on note des collisions très récentes.
- Niveau 8 : argilite gris rosâtre à violacée sur deux mètres environ.
- Niveau 9 : faciès argileux de couleur brun beige à blanchâtre de six mètres d'épaisseur environ.
- Niveau 10 : grès argileux de couleur brun beige sur environ 15 mètres.
- Niveau 11 : grès argileux de couleur alterné, beige sur quinze mètres puis de couleur jaune ocre sur trois mètres, le tout d'une puissance d'environ 20 mètres.

Juste après ces différentes couches se trouve un mètre de grès ferrugineux protégeant les couches de dessus. Le sommet a une épaisseur de quatre mètres environ. De la base au sommet, on a un dénivelé de 43 mètres.